# Milagro (Navarra)
Milagro település Spanyolországban, Navarra autonóm közösségben. Milagro Funes, Villafranca és Cadreita községekkel határos. Lakosainak száma 3639 fő (2024).
Milagrónál torkollik bal oldali mellékfolyója, az Aragón az Ebróba.

## Népessége
A település népessége az elmúlt években:
| Lakosok száma | 2709 | 2945 | 3054 | 3394 | 3440 | 3366 | 3289 | 3416 | 3470 | 3639 |
|               | 2001 | 2004 | 2006 | 2009 | 2011 | 2014 | 2016 | 2019 | 2021 | 2024 |